# Haarlem (nádraží)
Haarlem je největší železniční stanice v nizozemském městě Haarlem, sloužící jak regionální, tak dálkové železniční dopravě. Nádraží odbaví denně na 34 000 osob (údaj z roku 2005). Nádraží je i centrálním uzlem městské hromadné dopravy.

## Historie

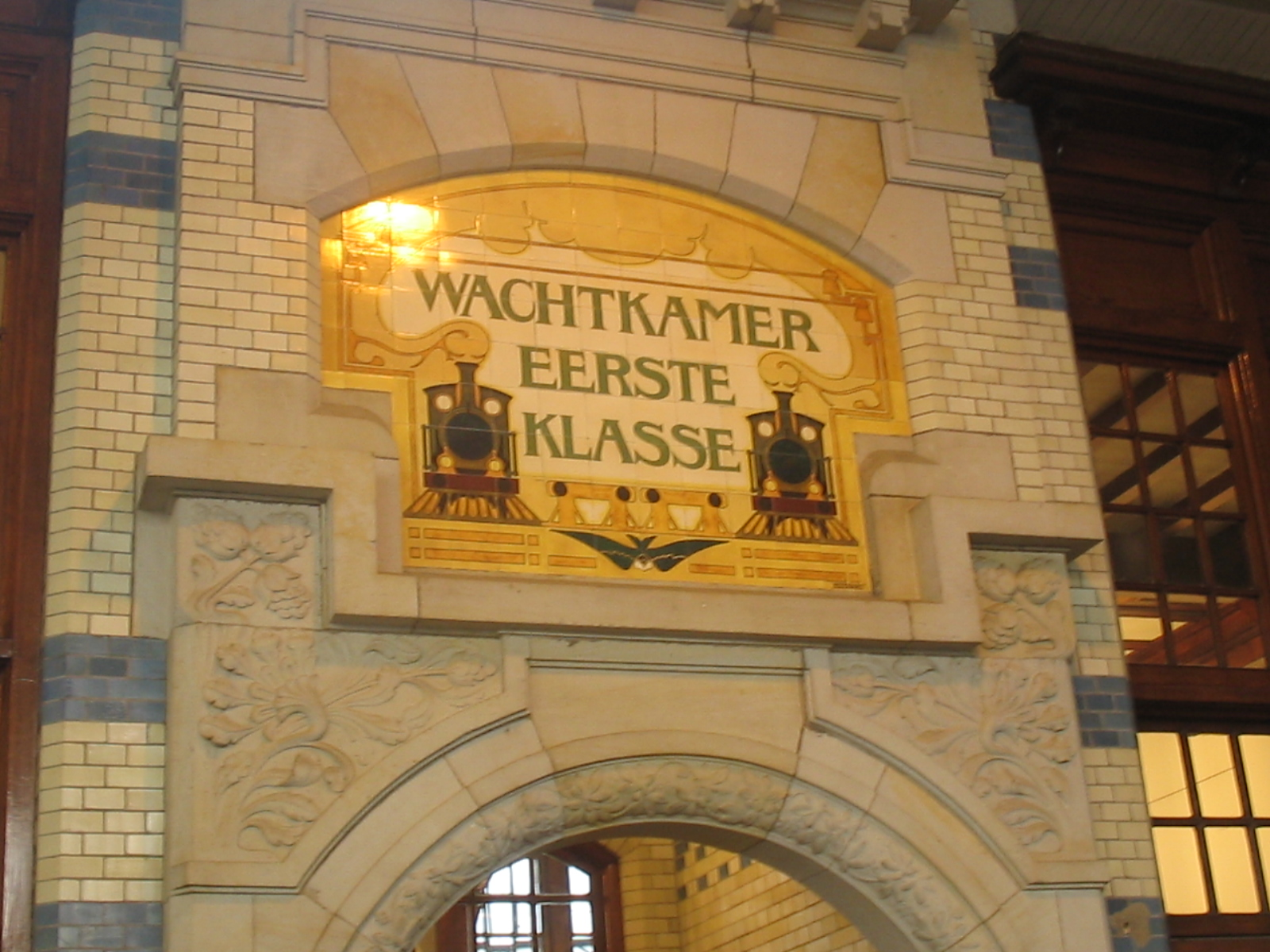
Původní označení čekárny pro cestující první třídy

První nádraží bylo otevřeno 20. září 1839 současně s tratí Amsterdam–Rotterdam jako jedno z prvních nádraží v Nizozemí. Nacházelo se nicméně mimo město a bylo vybudováno kompletně ze dřeva. V roce 1842 bylo proto postaveno nádraží na místě současné železniční stanice. Dnešní podobu získalo v letech 1905-1908 podle projektu nizozemského architekta D. A. N. Margadanta. Je to jediná železniční stanice v Nizozemí postavená v secesním stylu a byla prohlášena za národní památku (Rijksmonument). Po roce 2000 bylo přistoupeno k její komplexní rekonstrukci.